# III. třída okresu Tábor
III. třída okresu Tábor patří společně s ostatními třetími třídami mezi deváté nejvyšší fotbalové soutěže v Česku. Je řízena Okresním fotbalovým svazem Tábor. Hraje se každý rok od léta do jara se zimní přestávkou. Vítěz každé ze skupin postupuje do II. třídy okresu Tábor.

## Vítězové

### III. třída okresu Tábor
| Ročník    | Vítězný tým                      |
| --------- | -------------------------------- |
| 2003/2004 | SK ZD Pojbuky                    |
| 2004/2005 | TJ Sokol Vlkov                   |
| 2005/2006 | TJ Sokol Borotín                 |
| 2006/2007 | TJ Sokol Želeč                   |
| 2007/2008 | FK Olympie Měšice                |
| 2008/2009 | SK Ratibořské Hory               |
| 2009/2010 | Fotbalový klub Táborsko „B“      |
| 2010/2011 | TJ Sokol Sezimovo Ústí „B“       |
| 2011/2012 | TJ Lokomotiva Veselí nad Lužnicí |
| 2012/2013 | FK Makov Hůrka                   |
| 2013/2014 | TJ Sokol Sezimovo Ústí „B“       |
| 2014/2015 | TJ Sokol Borotín                 |
| 2015/2016 | SK KAVAS Větrovy „B“             |
| 2016/2017 | TJ Sokol Želeč „B“               |
| 2017/2018 | TJ Sokol Myslkovice              |
| 2018/2019 | TJ Vlastiboř                     |
| 2019/2020 | Covid - 19 - nedohrán ročník     |
| 2020/2021 | Covid - 19 - nedohrán ročník     |
| 2021/2022 | SK ZD Pojbuky                    |
| 2022/2023 | FK Olympie Měšice                |